# Euryleptodes pannulus
Euryleptodes pannulus är en plattmaskart. Euryleptodes pannulus ingår i släktet Euryleptodes och familjen Euryleptidae. Inga underarter finns listade i Catalogue of Life.